# Більвінкі
Більвінкі (пол. Bilwinki) — село в Польщі, у гміні Сокулка Сокульського повіту Підляського воєводства.
Населення — 63 особи (2011).
У 1975-1998 роках село належало до Білостоцького воєводства.

## Демографія
Демографічна структура станом на 31 березня 2011 року:
|          | Загалом | Допрацездатний вік | Працездатний вік | Постпрацездатний вік |
| -------- | ------- | ------------------ | ---------------- | -------------------- |
| Чоловіки | 32      | 11                 | 15               | 6                    |
| Жінки    | 31      | 5                  | 19               | 7                    |
| Разом    | 63      | 16                 | 34               | 13                   |